# I Shot an Arrow into the Air
"I Shot an Arrow into the Air" és el quinzè episodi de la sèrie de televisió d’antologia La Dimensió Desconeguda. Es va emetre originalment el 15 de gener de 1960 a la cadena CBS

## Narració d'obertura
| « | El seu nom és Arrow 1. Representa quatre anys i mig de planificació, preparació i formació, i mil anys de ciència, matemàtiques i els somnis i esperances projectats no sols d'una nació, sinó d'un món. És el primer avió tripulat a l'espai i aquest és el compte enrere. Els últims cinc segons abans que l'home disparés una fletxa a l'aire. | » |

## Argument
Un vol espacial tripulat amb vuit membres de tripulació s'estavella sobre el que els astronautes creuen que és un asteroide desconegut, amb una zona de desert i muntanyes irregulars. Només quatre de la tripulació sobreviuen a l'accident: el comandant Donlin, els tripulants Corey i Pierson i un tripulant anomenat Hudak que està greument ferit i amb prou feines viu, i les possibilitats de rescat o supervivència són desencoratjadores. Després d'enterrar els homes morts, Donlin i Pierson es preocupen de tenir cura d'Hudak, però Corey, que només es preocupa de salvar-se, declara que compartir el seu limitat subministrament d'aigua amb Hudak reduirà les possibilitats de supervivència per a la resta d'ells. Això posa Corey en desacord amb Pierson i Donlin, que insisteixen que cuidaran d'Hudak i compartiran l'aigua amb ell mentre sobrevisqui. Hudak mor poc temps després; després d'enterrar-lo, Donlin fa que Corey i Pierson surtin al desert àrid per veure si hi ha alguna cosa que pugui millorar les seves possibilitats de supervivència.
Sis hores després, Corey torna sol, afirmant que no sabia on va anar en Pierson. Donlin truca a Corey perquè ara té més aigua a la seva cantimplora que quan va marxar, i li demana saber on és Pierson. Corey afirma que va trobar Pierson mort i li va agafar l'aigua. En no creure aquest relat, Donlin vol veure-ho per si mateix i obliga a Corey a punta de pistola a portar-lo al cos de Pierson. Quan arriben al lloc en Corey afirma haver trobat en Pierson, el cos no hi és, ni hi ha cap evidència que recolzi l'afirmació de Corey, deixant a Donlin més dubtós. Més tard troben Pierson a prop de la vora d'una muntanya, viu però greument ferit. Donlin deixa caure l'arma i es dirigeix cap a Pierson, qui, sense dir paraules, indica que va pujar a la muntanya i va veure alguna cosa. Amb la seva última part de força, Pierson dibuixa un diagrama primitiu a la sorra amb el dit (dues línies paral·leles tallades per una línia perpendicular) i després mor. Mentrestant, Corey agafa l'arma caiguda i confessa que va atacar a Pierson abans. Després dispara i mata a Donlin i marxa sol, confiant que sobreviurà més temps ara que té tota l'aigua per a ell.
| « | Ara fes pistes, senyor Corey. Et mous cap amunt com si una mena de porra fantasmal et colpegés als turmells i et digués que era més tard del que et pensaries. Puges turons de roca i sents sorra calenta sota els teus peus i, de tant en tant, mires per sobre de l'espatlla un sol gegant suspès en un cel mort i immòbil... com un ull sense parpellejar que sondeja a la part posterior del teu cap en una llarga acusació. | » |

| « | Sr. Corey, l'últim membre restant d'una tripulació condemnada, segueix movent-se. Fes pistes, senyor Corey. Empeny cap amunt i empeny fora perquè si pares... si pares, potser el seny t’agafarà per la gola. Potser la comprensió t'obrirà la ment i l'horror que vas deixar a la sorra s'hi filtrarà. Sí, senyor Corey, sí, millor que continuis movent-te. Aquest és l'ordre del moment: segueix movent-te. | » |

En Corey puja una muntanya i veu un senyal de Reno, juntament amb pals de telèfon, que era el que en Pierson havia intentat dibuixar abans de morir. En adonar-se que de fet mai havien abandonat la Terra i que ell havia matat els seus companys per res, Corey trenca a plorar i demana perdó als seus difunts companys de tripulació.

## Narració de cloenda
| « | Acudit pràctic perpetrat per la Mare Natura i una combinació d'esdeveniments improbables. Acudit pràctic que porta els adorns del malson, del terror, de la desesperació. Un petit drama humà es va interpretar en un desert a 97 milles de Reno, Nevada, EUA, continent d'Amèrica del Nord, la Terra i, per descomptat, la Dimensió Desconeguda. | » |

## Repartiment
- Dewey Martin com a oficial Corey
- Edward Binns com el coronel Donlin
- Ted Otis com a Pierson
- Harry Bartell com a Langford
- Leslie Barrett com a Brandt